# Kentrosaurus
Kentrosaurus je bio rod dinosaura stegosaurida iz kasnojurske Tanzanije. Njegovi fosili pronađeni su samo u formaciji Tendaguru iz razdoblja kimmeridgija, prije između 155,7 ± 4 milijuna godina i 150,8 ± 4 milijuna godina. Čini se da svi ostaci pripadaju samo jednoj vrsti, K. aethiopicus.
Rod Kentrosaurus je 1915. godine opisao njemački paleontolog Edwin Hennig. Iako se često smatra primitivnim pripadnikom stegosaura, prema nekoliko novijih kladističkih analiza može se zaključiti da je bio dosta napredan i u bliskom srodstvu s rodom Stegosaurus iz sjevernoameričke formacije Morrison.
Obično se smatra da je Kentrosaurus dosezao dužinu od oko 4,5 m u odrasloj dobi i vjerojatno imao dvostruki red malenih ploča i bodlji duž leđa, a mogao je koristiti repne bodlje za obranu.

## Opis

### Veličina i pozicija tijela
Kentrosaurus aethiopicus bio je malen stegosaur, manji od vrsta Stegosaurus armatus, Hesperosaurus mjos, Dacentrurus armatus i Tuojiangosaurus multispinus, a otprilike iste veličine kao i Huayangosaurus taibaii. Ukupna dužina potpunog kostura postavljenog u Museum für Naturkunde (Berlin, Njemačka) je 4,5 metara, a nešto više od polovice dužine čini rep.Pronađeni su veći pojedinačni ostaci po kojima se može zaključiti da je dosezao dužinu i od 5,5 m.
Dugi rep Kentrosaurusa bio je razlogom što je centar mase tog dinosaura bio pozicioniran neobično daleko u natrag za životinju koja hoda na četiri noge. Centar mase nalazio se tik ispred kukovlja, što je obično slučaj kod dvonožnih dinosaura. Međutim, kod Kentrosaurusa su bedrene kosti ravne, za razliku od dvonožaca, zbog čega su udovi bili ravni i vertikalni. Prema tome, zadnji udovi nisu sami podržavali težinu Kentrosaurusa, već su i prednji udovi nosili 10 do 15 posto tjelesne težine. Takva pozicija centra mase nije bila pogodna za brzo kretanje, ali je bila korisna pri brzom okretanju ustranu, tako da je rep uvijek mogao biti okrenut neprijatelju.

### Autapomorfije
Kentrosaurus se može razlikovati od ostalih pripadnika skupine Stegosauria po velikom broju osteoloških osobina. Najupadljivija je da kralježne bodlje na repu nisu subparalelne, kao kod većine dinosaura. Na prednjoj trećini repa oni su okrenuti prema natrag, što je njihovo normalno usmjerenje. Međutim, na srednjem dijelu repa oni su gotovo vertikalni, a dalje prema kraju poprimaju oblik udica i usmjereni su prema naprijed. Također je karakteristično da leđni kralješci imaju kralježni luk gotovo dvostruko viši od središnjeg dijela, odnosno tijela kralješka; izuzetno veliki kanal leđne moždine zauzima cjelokupni prostor kralježnog luka. Preacetabularna izbočina bočne kosti lateralno se širi i ne sužava se.

### Oklop
Elementi oklopa Kentrosaurusa, osim u nekoliko iznimaka, nisu pronađeni u blizini ostalih fosilnih ostataka, stoga točna pozicija većine osteoderma nije sigurno utvrđena. Par bodlji pronađenih na malenoj međusobnoj udaljenosti bio je vezan za vrh repa, a pronađeno je i nekoliko bodlji ravnomjerno raspoređenih u parovima duž ostataka jednog repa. Hennig i Janensch su, prilikom grupiranja dermalnog oklopa u četiri različite skupine, prepoznali naizgled kontinuirane promjene u njihovom obliku, što ukazuje na njihovu neprekinutu raspoređenost duž tijela. Čini se da je dermalni oklop bio raspoređen u barem dva paralelna reda, jer su svi njegovi elementi pronađeni u dva simetrična oblika, iako je moguće da su osteodermi oblikovali cik - cak liniju duž leđa, kao kod stegosaurusa.

## Otkriće i vrste
Prve fosilne ostatke Kentrosaurusa otkrila je njemačka ekspedicija u formaciji Tendaguru 1909. godine. Ostatke je 24. srpnja 1910. kao stegosaurske prepoznao vođa ekspedicije, Werner Janensch, a ostatke je 1915. godine opisao njemački paleontolog Edwina Hennig. Tijekom četiri sezone, njemačka ekspedicija pronašla je preko 1200 kostiju Kentrosaurusa, od kojih su mnoge uništene tijekom Drugog svjetskog rata. Danas se gotovo sav materijal nalazi u Museumu für Naturkunde u Berlinu (otprilike 350 primjeraka), dok se u Institutu za geološke znanosti Sveučilišta Tübingen nalazi eksponat s oko 50% izvornih kostiju. Iako nikada nisu pronađeni potpuni primjerci, otkriveni su neki artikulirani ostaci, uključujući i gotovo potpun rep, kuk, nekoliko leđnih kralježaka i ostatke udova jedne jedinke. Ti ostaci formiraju temelj jednog eksponata u Museum für Naturkunde. Taj eksponat rastavljen je prilikom renoviranja muzeja 2006./2007. godine, a ponovno su ga sastavili u ispravnijoj poziciji Research Casting International  Arhivirana inačica izvorne stranice od 23. listopada 2020. (Wayback Machine). Smatralo se da je dio materijala, uključujući i moždanu šupljinu i kralježnicu, uništen tijekom Drugog svjetskog rata. Sav navodno izgubljeni materijal lubanje kasnije je pronađen u ladici jednog ormarića u podrumu muzeja. Britanska ekspedicija u Tendaguru je također pronašla neke ostatke, ali nije jasno koliko ih ima, u kakvom su stanju očuvanja i gdje se danas nalaze. Nomenklaturalna i jedina vrsta roda Kentrosaurus je K. aethiopicus. Predloženo je da su fragmentarni fosilni ostaci iz Wyominga, kojima je 1914. Charles Gilmore dao naziv Stegosaurus longispinus, ostaci sjevernoameričke vrste Kentrosaurus. Međutim, taj prijedlog nije naišao na podršku u znanstvenoj zajednici.

### Etimologija
Kada je Hennig dao naziv svom novom stegosauru, odlučio je da u nazivu roda istakne ekstenzivni dermalni oklop. Henning je stoga stvorio rod Kentrosaurus, od grčkog kentron / κεντρον - "vrh" ili "trn" i sauros / σαυρος - "gušter", a za naziv vrste aethiopicus odlučio se kako bi ukazao na porijeklo ostataka.

### Kontroverza u vezi s nazivom
Edwin Hennig je 1915. opisao rod Kentrosaurus, ali je ubrzo nakon tog opisa iskrsnula kontroverza u vezi s nazivom, zato što je on vrlo sličan nazivu ceratopsa Centrosaurusa. Prema pravilima biološke nomenklature, dvije vrste ne mogu imati iste nazive. Hennig je promijenio naziv roda u Kentrurosaurus, dok je mađarski paleontolog Franz Nopcsa promijenio naziv roda u Doryphorosaurus. Da je preimenovanje bilo potrebno, Hennigov naziv imao bi prednost.  Međutim, jer su i nazivi rodova Kentrosaurus i Centrosaurus različiti i po pisanju i po izgovoru (Centrosaurus se izgovara se mekim C), i Doryphorosaurus i Kentrurosaurus su nepotrebna zamjena; Kentrosaurus ostaje validan naziv tog roda.

## Nomenklaturalni tipovi i tipični lokalitet
U izvornom opisu Hennig nije definirao holotipni primjerak. Međutim, u detaljnoj monografiji o osteologiji, sistematsoj poziciji i paleobiologiji roda Kentrosaurus iz 1925. godine, Hennig je odabrao najpotpuniji kostur kao lektotip. Taj kostur sastoji se od gotovo potpunih repnih kralježaka, nekoliko leđnih kralježaka, križne kosti s pet križnih kralježaka i obje bočne kosti (Os ilii), obje bedrene kosti i jedne lakatne kosti; svi ti ostaci čine eksponent u Museum für Naturkunde u Berlinu, Njemačka. Tipični lokalitet je Kindope u Tanzaniji, u blizini brda Tendaguru. Neznajući da je Hennig već definirao lektotip, Peter Galton je kao holotip odabrao dva leđna kralješka iz materijala prikazanog u Hennigovom opisu iz 1915. godine. Ta definicija holotipa nije validna, jer Hennigov izbor ima prioritet.

## Paleobiologija

### Zubalo i prehrana
Kao i svi pripadnici Ornithischia, Kentrosaurus je bio biljojed. Kada je Henning objavio svoju monografiju 1925. bio je poznat samo jedan potpun zub. Kasnije je pronađen dio donje čeljusti sa zubom koji još nije bio sasvim izrastao, a pronađeni su i djelići zuba u kamenu zajedno s ostalim kostima. Donja čeljust je po obliku gotovo identična istoj kod roda Stegosaurus, ali je mnogo manja. Slično tome, zub je tipičan za stegosaure, sa širokom osnovom i vertikalnim brazdama koje stvaraju pet grebena. Ukazuje na biljnu prehranu. Hranu je samo malo žvakao i zatim je gutao u velikim zalogajima.
Prema jednoj teoriji, stegosauridi su se hranili niskim raslinjem i voćem raznih biljaka koje nisu bile cvjetnice. Moguće je i da se Kentrosaurus mogao uspraviti na stražnje noge kako bi dopro do višeg raslinja.

### Obrana
Pošto je rep imao barem 40 kralježaka, bio je vrlo pokretljiv. Vjerojatno se mogao savijati kao i rep današnjih krokodila, koji vrhom repa gotovo mogu dotaći bokove. To je činilo Kentrosaurusov rep opasnim oružjem čijim je brzim zamahom mogao opisati polukrug. Tako je vjerojatno mogao postići brzine od 50 km/h, stvarajući smrtonosne rane na, na primjer, lubanjama teropoda, a mogao je nanijeti i opasne rane na drugim dijelovima tijela.

## Vanjske poveznice
- Stegosauria  Arhivirana inačica izvorne stranice od 29. srpnja 2009. (Wayback Machine) s Thescelosaurus.com (uključuje podatke o rodu Kentrosaurus, njegovim mlađim sinonimima i ostali materijal), pristupljeno 2. lipnja 2014.
- Kentrosaurus s DinoData.org, pristupljeno 2. lipnja 2014.